# Dort královny Alžběty

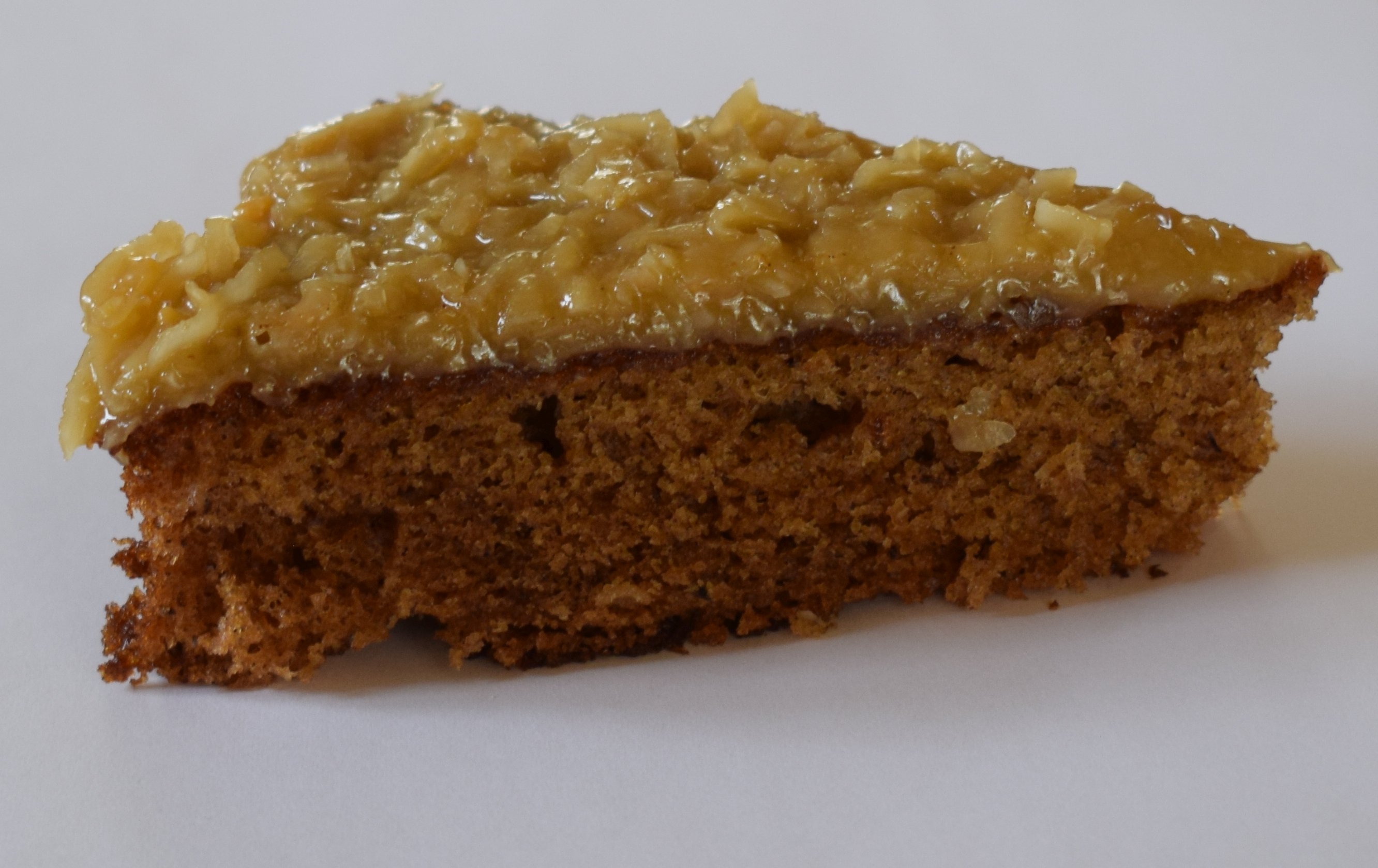
Dort královny Alžběty

Dort královny Alžběty (anglicky Queen Elizabeth cake) je klasický moučník s kokosovou polevou. Pojmenován je po královně Alžbětě II. Některé zdroje tvrdí, že vznikl v roce 1953 a vyroben byl v rámci oslav korunovace Alžběty II., jiné zdroje tvrdí, že byl poprvé vyroben již v roce 1937 při příležitosti korunovace Jiřího VI. a jeho ženy.

## Popis dortu
Dort královny Alžběty je vyroben z cukru, mouky, datlí, vajec a másla a přelitý cukrovou polevou se strouhaným kokosem. Poleva se připravuje pomocí karamelového základu. Datle jsou v dortu nasekané a dodávají mu tmavé zbarvení. Někdy je dort zdoben sekanými vlašskými ořechy nebo jiným druhem ořechů. Ve srovnání s jinými dorty má nízký obsah tuku a vlhkou konzistenci. Někdy je podávám s čajem. Běžně se prodává na farmářských trzích a v pekárnách.

## Historie
Podle jedné verze byl dort poprvé připraven při příležitosti korunovace královny Alžběty II. v roce 1953. V té době byl ve Spojeném království stále přídělový systém, a tak by situaci odpovídalo použití pouze několika přísad do dortu. Jiná verze jeho původ datuje do roku 1937, kdy byl korunován Jiří VI. a jeho manželka. Recept na tento dort byl poprvé zveřejněn v Coronation Cook Book v roce 1953 v rámci oslav královniny korunovace.